# Апостолы

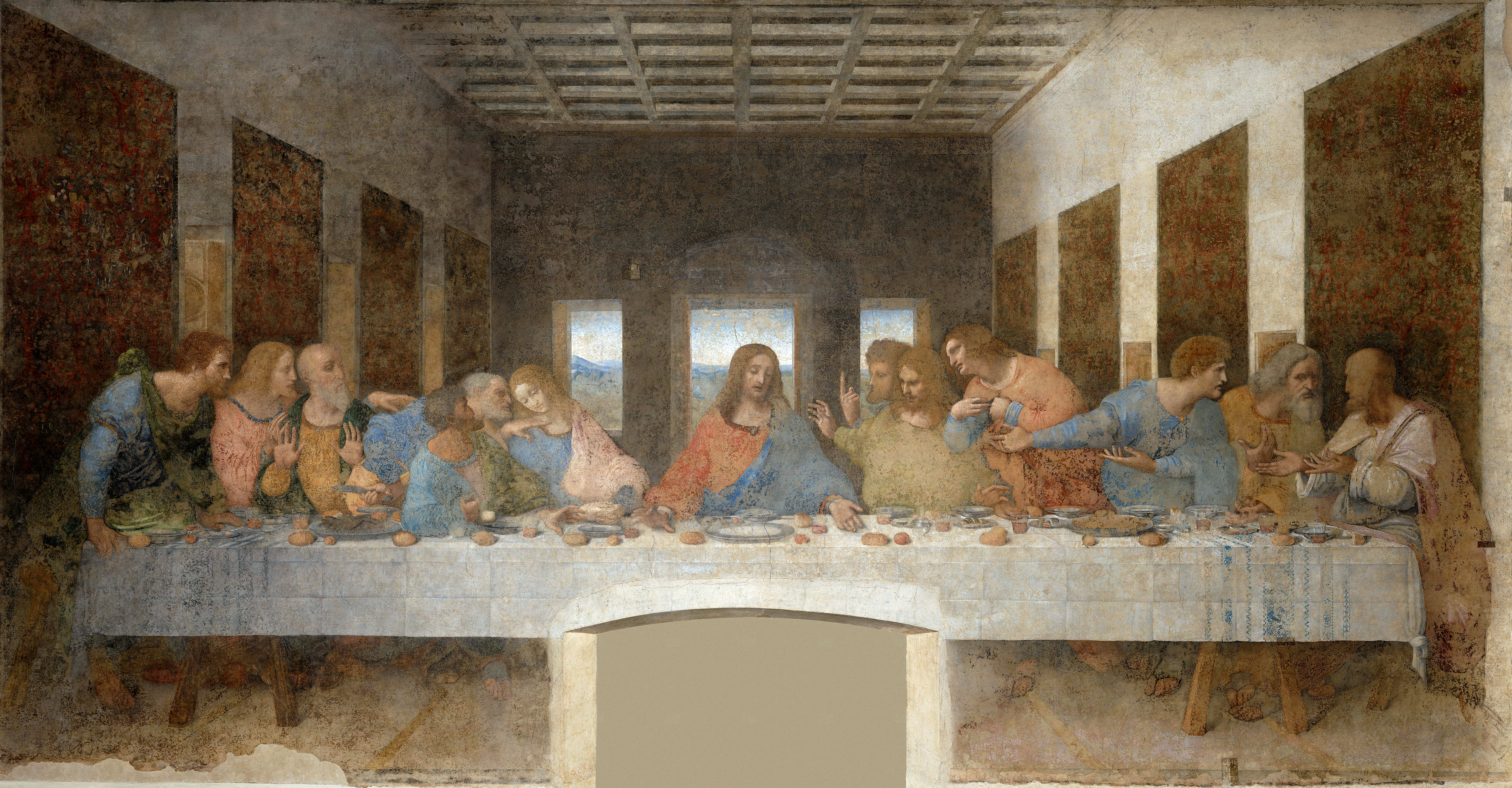
Двенадцать апостолов на фреске Леонардо да Винчи «Тайная вечеря»

Апо́столы (ед. ч. апо́стол, др.-греч. ἀπόστολος — «посланник, проповедник» ← ἀποστέλλω — «посылать») — ближайшие ученики и последователи Иисуса Христа, проповедовавшие Евангелие.
В узком смысле термин «апостол» относится к двенадцати непосредственным ученикам Христа (Мф. 10:2−4; Лк. 6:13−15); в более широком — также и к 70 ближайшим сподвижникам его Церкви, им избранным (Лк. 10:1−2), называемым также «апостолами от семидесяти».
Выделяют также апостольство Павла как призванного к апостольскому служению уже после Вознесения Иисуса Христа (Деян. 22:11; Рим. 11:13).

## Двенадцать апостолов
Двена́дцать апо́столов — двенадцать непосредственных учеников Иисуса Христа — Симон Пётр, Андрей Первозванный, Иаков Зеведеев, Иоанн Зеведеев (Богослов), Филипп, Варфоломей, Фома, Матфей, Иаков Алфеев, Иуда Фаддей, Симон Кананит, Иуда Искариот (Мф. 10:2—4, Мк. 3:16—19). После отпадения Иуды в число двенадцати апостолов был избран Матфий (Деян. 1:23—26).
По христианскому учению, за время своей жизни Иисус Христос призвал двенадцать учеников, чтобы они были с ним, возвещали Евангелие и изгоняли бесов (Мк. 3:14) и говорили от его имени (Мк. 6:6—13). В силу власти, которой наделил их Христос («Кто принимает вас, принимает Меня; а кто принимает Меня, принимает Пославшего Меня», Мф. 10:40), после Воскресения Христова и сошествия на них Святого Духа апостолы начинают устройство Христианской церкви.
Жизнь и деяния этих учеников, называемых также «апостолами от двенадцати», частично изложена в Евангелии и книге «Деяния святых апостолов», которые входят в состав Новозаветного канона.

## Апостол Павел
Павел, он же Савл (ивр. שאול‎, Шауль), призван после Воскресения Иисуса Христа, то есть он не входит в состав двенадцати учеников, призванных в период земной жизни Иисуса. Несмотря на это Павел является одним из самых почитаемых апостолов христианства. Он и апостол Пётр называются первоверховными апостолами. Апостол Павел сам себя называл «апостолом язычников» (Рим. 11:13).

## Апостолы от семидесяти

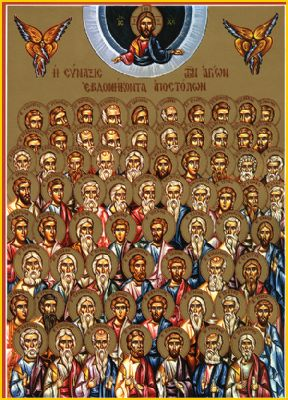
Икона «Собор семидесяти апостолов»

Апостолы от семидесяти (или от семидесяти двух) — семьдесят (или семьдесят два) последователей Иисуса Христа, проповедавшие Его учение в I веке. В их число не входят двенадцать апостолов и апостол Павел.
В Евангелии от Луки сообщается об избрании Иисусом Христом семидесяти учеников, дополнительно к двенадцати:

…избрал Господь и других семьдесят [учеников], и послал их по два пред лицем Своим во всякий город и место, куда Сам хотел идти…
— Лк. 10:1
Имена апостолов от семидесяти отсутствуют в Евангелиях. Имена почти всех из них известны из Деяний святых апостолов и посланий апостола Павла. Так известны имена первых семи дьяконов, избранных двенадцатью апостолами (Деян. 6:1—6). Впрочем, апостолами они нигде прямо не называются.
Список семидесяти апостолов, приводимый в православном месяцеслове, был составлен в V—VI веках. К семидесяти апостолам предание относит евангелистов Марка и Луку, а также к лику «семидесяти апостолов» были причислены многие, обращённые позже (в основном, ученики апостола Павла) за их великие миссионерские труды.